# Willem I van den Bergh
Willem I van den Bergh was Heer van het Land van den Bergh van 1360 tot 1400. Het Land van den Bergh was een bannerheerlijkheid in het oosten van de huidige Nederlandse provincie Gelderland waartoe 's-Heerenberg, Didam, Etten, Zeddam, Gendringen, Netterden en de Heerlijkheid Westervoort behoorden.
Hij verleende de stad 's-Heerenberg op 8 september 1379 stadsrechten. Willem I van den Bergh was lid van het adellijke huis de Monte.